# Quintus Servilius Caepio (consul in 106 v.Chr.)
Quintus Servilius Caepio was een politicus ten tijde van de late Romeinse Republiek.
De zoon van de gelijknamige consul van 140 v.Chr. was van 129 tot 126 v.Chr. legatus in Asia en in 109 praetor in de provincia Hispania ulterior, waar hij tegen de Lusitanii vocht. Na zijn terugkeer in 107 v.Chr. kon hij een triomftocht houden. In 106 v.Chr. was hij consul en maakte de bepaling van Gaius Sempronius Gracchus ongedaan, die de equites in plaats van de senatoren het recht had gegeven, als jury in het gerecht te zitten.
In 105 v.Chr. ging Caepio als proconsul naar Gallië, om samen met de consul van dat jaar, Gnaius Mallius Maximus, tegen de Cimberen te strijden. Omdat hij deze echter als homo novus geringschatte, veroorzaakte hij de zware Romeinse nederlaag in de slag bij Arausio (Orange). Caepio verloor zijn imperium en zijn rang als senator. In 104 v.Chr. werd hij bovendien wegens de verduistering van een schat, die hij bij de Volcae in Tolosa had geroofd (aurum Tolosanum), aangeklaagd, en het volgende jaar wegens hoogverraad. Voordat er een veroordeling werd uitgesproken, ging hij in ballingschap naar Smyrna en stierf daar.
Zijn gelijknamige zoon sneuvelde als proconsul in 90 v.Chr.